# Stanis Idumbo Muzambo
Stanis Idumbo Muzambo (Melun, 29 juni 2005) is een Belgisch voetballer met Congolese roots die onder contract ligt bij Sevilla FC.

## Clubcarrière
In 2017 ruilde Idumbo samen met zijn drie jaar oudere broer Franck de jeugdopleiding van Club Brugge voor die van KAA Gent. Daar kon hij al gauw rekenen op interesse van PSV. Op 30 juni 2020 ondertekende Idumbo zijn eerste profcontract bij Gent. Op vijftienjarige leeftijd speelde hij er al bij de U18, begin 2021 werd hij zelfs overgeheveld naar de U21.
Idumbo ruilde in 2021 de jeugdopleiding van KAA Gent voor die van AFC Ajax, waar hij een driejarig contract ondertekende. In het seizoen 2021/22 kwam Idumbo uit voor de U17 en U18 van Ajax. In de competitie- en bekerwedstrijden was hij goed voor acht goals en zes assists. In de eerste helft van het seizoen 2022/23 was hij in de O18 Divisie 1-competitie goed voor zes goals en negen assists, in de UEFA Youth League liet hij in de groepsfase dan weer drie goals en twee assists optekenen.
Op 6 januari 2023 maakte hij zijn profdebuut in het shirt van Jong Ajax: in de competitiewedstrijd tegen FC Eindhoven (1-1-gelijkspel) liet trainer Johnny Heitinga hem in de 78e minuut invallen voor Youri Regeer.

### Sevilla
Op 13 januari 2024 tekende hij een contract voor de Spaanse ploeg Sevilla. De transferssom zou 400.000 euro geweest zijn. In eerste instantie speelde hij voor het reserve-elftal, Sevilla Atlético, in de Segunda Federación. Hij werd kampioen en promoveerde naar de Primera Federación. In de zomer van 2024 werd hij overgeheveld naar het eerste elftal in de Primera División. Hij debuteerde op 1 september 2024 tegen Girona (0-2). Hij mocht in de 82e minuut invallen voor José Ángel Carmona. Op 20 oktober scoorde hij een doelpunt tegen FC Barcelona (1-5).

## Clubstatistieken
| Seizoen         | Club             | Competitie       | Competitie | Competitie | Beker | Beker | Overig | Overig | Totaal | Totaal |
| Seizoen         | Club             | Competitie       | Wed.       | Dlp.       | Wed.  | Dlp.  | Wed.   | Dlp.   | Wed.   | Dlp.   |
| --------------- | ---------------- | ---------------- | ---------- | ---------- | ----- | ----- | ------ | ------ | ------ | ------ |
| 2022/23         | Jong Ajax        | Eerste Divisie   | 12         | 0          | —     | —     | —      | —      | 12     | 0      |
| 2023/24         | Jong Ajax        | Eerste Divisie   | 11         | 3          | —     | —     | —      | —      | 11     | 3      |
| 2023/24         | Sevilla Atlético | 2a Federación    | 11         | 2          | —     | —     | —      | —      | 11     | 2      |
| 2024/25         | Sevilla Atlético | 1a Federación    | 1          | 1          | —     | —     | —      | —      | 1      | 1      |
| 2024/25         | Sevilla          | Primera División | 12         | 1          | 3     | 0     | 0      | 0      | 15     | 1      |
| Carrière totaal | Carrière totaal  | Carrière totaal  | 47         | 7          | 3     | 0     | 0      | 0      | 50     | 7      |

Bijgewerkt op 3 april 2025.

## Interlandcarrière
Idumbo nam in 2022 met België –17 deel aan het EK –17 in Israël. In de eerste groepswedstrijd tegen Servië kreeg hij een basisplaats en opende hij in de zeventiende minuut de score. Toen hij in de 82e minuut vervangen werd door Chemsdine Talbi stond het nog steeds 0-1, zes minuten later legde Jovan Milošević de 1-1-eindscore vast. In de tweede groepswedstrijd (2-0-verlies tegen Spanje) speelde hij de volledige wedstrijd, alsook in de derde groepswedstrijd (3-1-winst tegen Turkije. Tegen Turkije opende hij in de 62e minuut de score. Het toernooi eindigde voor de Belgen na de groepsfase.